# Philippe van Lansberge
Philippe van Lansberge   (Gant, 25 d'agost de 1561 - Middelburg, 8 de desembre de 1632) va ser un astrònom i matemàtic neerlandès.

## Vida i obra
Lansberge va néixer a Gant (actual Bèlgica) en temps turbulents per les guerres de religió. Els seus pares, protestants, van deixar la ciutat i se'l van endur de ben menut a França i, després, a Anglaterra, on va estudiar teologia. El 1579, un cop els calvinistes van reconquerir Gant, va tornar a la seva vila natal i, a aprtir de l'any següent va ser pastor de diferents parròquies de Flandes: a Anvers, a Leiden i a Goes. Durant tot aquest temps va dedicar el seu temps lliure a l'astronomia.
El 1613 va ser acomiadat de la parròquia de Goes i es va traslladar a Middelburg on va romandre la resta de la seva vida fins a la seva mort el 1632. En aquesta ciutat, va utilitzar les seves habilitats de metge i també va continuar fent observacions astronòmiques i publicant llibres d'astronomia.
Tot i que va publicar algunes obres de teologia i de matemàtiques, el seu interès principal era l'astronomia, tema sobre el qual va publicar unes importants taules trigonomètriques, amb el títol de Triangulorum geometriae (1591), que estaven basades en les de François Viète i les de Thomas Fincke. El 1632 va publicar la obra per la qual és més conegut: Tabulae motuum coelestium perpetuæ, per predir les posicions planetàries, d'acord amb la teoria dels epicicles de Copèrnic, ja que Lansberge no va acceptar mai la nova teoria el·líptica de Kepler.